# София Французская
Софи́я Фили́ппа Елизаве́та Жюсти́на (фр. Sophie Philippe Elisabeth Justine de France; 27 июля 1734, Версаль, Королевство Франция — 2 марта 1782, там же) — дочь короля Франции Людовика XV и его супруги Марии Лещинской. При версальском дворе была известна как «мадам Шестая», «дочь Франции» и «мадам София».

## Биография
Принцесса София родилась 27 июля 1734 года в Версале и стала шестой дочерью и восьмым ребенком короля Людовика XV и королевы Марии Лещинской. В отличие от других старших детей королевской четы, София не росла в Версале, а была отправлена вместе со старшей сестрой Викторией и младшими Терезой и Луизой в королевское аббатство Фонтевро.
София обладала застенчивым, несколько замкнутым характером, по мнению современников, не отличалась привлекательностью. Принцесса боялась грозы и нервно реагировала на звуки грома. София не обладала никаким влиянием при дворе, а всецело находилась во власти старшей сестры Мадам Аделаиды. Также как и другие сёстры принцесса София ненавидела любовниц своего отца, в частности, мадам де Помпадур и мадам Дюбарри.
София и три её сестры пережили своих родителей. Её мать умерла 24 июня 1768 года, а отец 10 мая 1774 года. Во время правления племянника, Людовика XVI, Софии и её сёстрам было позволено оставить за собой комнаты в Версале. В 1776 году Людовик XVI присвоил ей титул герцогини Лувуа, а также назвал в её честь свою младшую дочь.
Мадам София умерла 2 марта 1782 года. Принцесса была похоронена в королевской усыпальнице Сен-Дени, которая была разграблена и разрушена во время Французской революции.

## Титулы
- 27 июля 1734 — 2 марта 1782 — Её Королевское высочество принцесса София Французская

## В искусстве
- В 2006 году в фильме «Мария-Антуанетта» роль Мадам Софии исполнила Ширли Хендерсон.